# Isomerida invicta
Isomerida invicta là một loài bọ cánh cứng trong họ Cerambycidae.